# Ізумруднівська сільська рада
Ізумру́днівська сільська́ ра́да — адміністративно-територіальна одиниця та орган місцевого самоврядування у Джанкойському районі Автономної Республіки Крим. Адміністративний центр — село Ізумрудне.

## Загальні відомості
- Населення ради: 6 017 осіб (станом на 2001 рік)

## Населені пункти
Сільській раді були підпорядковані населені пункти:
- с. Ізумрудне
- с. Дмитрівка
- с. Калинівка
- с. Мічурінівка
- с. Новостепове
- с. Овочеве

## Склад ради
Рада складалася з 30 депутатів та голови.
- Голова ради: Яковець Наталія Аркадіївна
- Секретар ради: Чернікова Люся Тимофіївна

### Керівний склад попередніх скликань
| Прізвище, ім'я, по батькові | Основні відомості                                                         | Дата обрання | Дата звільнення |
| --------------------------- | ------------------------------------------------------------------------- | ------------ | --------------- |
| Яковець Наталія Аркадіївна  | Сільський голова, 1959 року народження, освіта вища, член Народної партії | 26.03.2006   | 31.10.2010      |
| Яковець Наталія Аркадіївна  | Сільський голова, 1959 року народження, освіта вища, член Партії регіонів | 31.10.2010   |                 |

Примітка: таблиця складена за даними сайту Верховної Ради України

### Депутати
За результатами місцевих виборів 2010 року депутатами ради стали:

#### За суб'єктами висування
| Суб'єкт висування | Кількість обраних депутатів | %    |
| ----------------- | --------------------------- | ---- |
| Партія регіонів   | 28                          | 93,3 |
| Самовисування     | 2                           | 6,7  |

#### За округами
| № округу        | Прізвище, ім'я, по батькові       | Дата визнання обраним | Освіта             | Партійна приналежність | Відомості про обраного депутата                                              |
| --------------- | --------------------------------- | --------------------- | ------------------ | ---------------------- | ---------------------------------------------------------------------------- |
| Партія регіонів |                                   |                       |                    |                        |                                                                              |
| 1               | Горбенко Людмила Костянтинівна    | 05.11.2010            | вища               | позапартійна           | Джанкойський міськрайонний суд, старший секретар                             |
| 2               | Чередниченко Тетяна Володимирівна | 05.11.2010            | вища               | позапартійна           | Ізумрудненський дошкільний навчальний заклад "Аленушка", вихователь          |
| 3               | Чернікова Люся Тимофіївна         | 05.11.2010            | вища               | позапартійна           | Ізумруднівська сільська рада, секретар                                       |
| 4               | Батлаєва Лариса Миколаївна        | 05.11.2010            | вища               | позапартійна           | Ізумруднівська середня школа, вчитель                                        |
| 5               | Усеінов Ремзи Рустамович          | 05.11.2010            | вища               | позапартійний          | тимчасово не працює                                                          |
| 6               | Гаврилова Тетяна Антонівна        | 05.11.2010            | вища               | позапартійна           | фельдшерсько-акушерський пункт, завідувачка                                  |
| 7               | Божок Валентина Володимирівна     | 05.11.2010            | вища               | позапартійна           | Ізумрудненська загальноосвітна школа І-ІІІ ст., медична сестра               |
| 8               | Вовк Ольга Олександрівна          | 05.11.2010            | вища               | позапартійна           | управління статистики Джанкойського р-ну, спеціаліст 1 категорії – єкономіст |
| 9               | Банцер Ігор Олексійович           | 05.11.2010            | вища               | член Партії регіонів   | Ізумруднівська сільська рада, енергетик                                      |
| 10              | Малявський Григорій Іванович      | 05.11.2010            | вища               | позапартійний          | Джанкойська об’єднана державна податкова інспекція, інспектор                |
| 11              | Шевчук Олександр Васильович       | 05.11.2010            | вища               | позапартійний          | дистанція шляху, дорожній майстер                                            |
| 12              | Леваньков Ігор Анатолійович       | 05.11.2010            | вища               | член Партії регіонів   | Новостепнівська загальноосвітня школа І-ІІІ ст., вчитель                     |
| 13              | Мітрофанюк Галина Леонідівна      | 05.11.2010            | середня            | член Партії регіонів   | Новостепнівська загальноосвітня школа І-ІІІ ст., завідувачка господарства    |
| 14              | Андрєєнко Тамара Павлівна         | 05.11.2010            | середня            | член Партії регіонів   | пенсіонер                                                                    |
| 15              | Червоняк Світлана Василівна       | 05.11.2010            | середня            | член Партії регіонів   | Новостепновський дошкільний навчальний заклад "Радуга", помічник вихователя  |
| 16              | Крюков Дмитро Васильович          | 05.11.2010            | вища               | позапартійний          | тимчасово не працює                                                          |
| 17              | Папарига Таїса Михайлівна         | 05.11.2010            | вища               | позапартійна           | міська лікарня м. Симферополь, психолог                                      |
| 18              | Ганієва Гульнара Джалалівна       | 05.11.2010            | вища               | позапартійна           | фельдшерсько-акушерський пункт, акушерка                                     |
| 19              | Зайцева Олександра Петрівна       | 05.11.2010            | вища               | позапартійна           | Новостепнівська загальноосвітня школа І-ІІІ ст., вчитель                     |
| 21              | Батирова Еміне Касимівна          | 05.11.2010            | вища               | позапартійна           | Калинівське професійно-аграрне училище №48, вчитель                          |
| 22              | Мамонтова Світлана Анатоліївна    | 05.11.2010            | вища               | член Партії регіонів   | садово-огородне товариство, бухгалтер                                        |
| 23              | Пірон Галина Василівна            | 05.11.2010            | вища               | член Партії регіонів   | СКП "Ізумрудний", комендант                                                  |
| 24              | Віденіна Світлана Сергіївна       | 05.11.2010            | вища               | позапартійна           | Ізумруднівська сільська рада, інспектор по земельним питанням                |
| 25              | Панчук Віра Іванівна              | 05.11.2010            | середня            | член Партії регіонів   | домогосподарка                                                               |
| 27              | Сапранькова Світлана Василівна    | 05.11.2010            | середня            | член Партії регіонів   | сільська бібліотека, завідувачка                                             |
| 28              | Безкоровайна Людмила Миколаївна   | 05.11.2010            | вища               | позапартійна           | Степне досліднецьке господарство "Магарач", бухгалтер                        |
| 29              | Джелялов Іззієт Фахрійович        | 05.11.2010            | середня            | позапартійний          | СКП "Ізумрудний", столяр                                                     |
| 30              | Ничипорчук Ганна Іванівна         | 05.11.2010            | вища               | позапартійна           | пенсіонер                                                                    |
| Самовисування   |                                   |                       |                    |                        |                                                                              |
| 20              | Дорошева Наталія Володимирівна    | 05.11.2010            | середня            | позапартійна           | Калинівське ПТАУ-48, вихователь                                              |
| 26              | Матковська Галина Петрівна        | 11.03.2012            | середня спеціальна | член Партії регіонів   | Овочевська середня школа, кухар                                              |